# The Ditch
The Ditch is een Belgische band.

## Geschiedenis
De band zag het levenslicht in 2004 en bestaat uit Raymond Geerts (bekend van Hooverphonic), Sven Muller, Antony Van der Wee (ex-man van Karen Damen) en Kristof Van Den Bergh.
De band had in 2008 een hit met het nummer Far Away. Het kwam de hitlijsten binnen op 26 juli 2008 en verbleef er 19 weken. Het piekte op nummer 12. Ook het gelijknamige album deed het goed, het verbleef 12 weken in de hitparade en piekte op plaats 6. Andere bescheiden hits waren Hypnotized (2009, dat twee weken in de hitparade verbleef en piekte op plaats 49) en In Silence (2011, dat een week in de hitparade verbleef en piekte op plaats 45).
In 2008 kreeg de band de TMF Award voor 'beste nieuwkomer'. Tevens namen ze dat jaar deel aan de internationale rockrally Global Battle of the Bands.
In 2012 kreeg hun nummer YouPorn (vernoemd naar de gelijknamige pornosite) een ban op de Vlaamse radio.
In 2013 werd drummer Antony Van der Wee actief bij Skylight.

## Discografie[2][7]

### Singles
- Far Away (2008)
- Hypnotized (2008)
- In This World (2009)
- I Don't Wanna Be with You (2009)
- Crash (2009)
- When Blood Runs Cold (2010)
- In Silence (2010)
- I Think I Saw You on YouPorn (2011)
- YouPorn (2012)

### Albums
- In This World (2009)